# Nobody's Home (Avril Lavigne)
Nobody's Home è un brano musicale della cantautrice canadese Avril Lavigne, estratto come terzo singolo dal suo secondo album Under My Skin. Il brano, scritto dalla stessa Avril in collaborazione con Ben Moody, ex-chitarrista degli Evanescence e amico della cantante, è stata prodotta da Don Gilmore e pubblicata il 4 novembre 2004. Dotata di un testo molto significativo e una melodia malinconica, è ritenuta da molti critici una delle più belle canzoni che Avril abbia mai scritto. Prima della pubblicazione del singolo, venne dato al pubblico il nome falso "Nobody's Here" (Nessuno è qui), molto simile a "Nobody's Home" (Nessuno è a casa).

## Descrizione
Il brano è una ballata rock, con suoni orientati al post-grunge, più profonda rispetto ai singoli precedenti di Under My Skin: racconta di una ragazza che nella vita ha sempre fatto le scelte sbagliate, sempre gli stessi errori, si è trovata a prendere decisioni che poi si sono rivelate sbagliate, e l'hanno lasciata a mani vuote, sola.
Come dichiarato in alcune interviste, la canzone è dedicata ad un'amica del liceo di Avril, anche se la trama cruda del video è puramente inventata.
Il singolo non è mai decollato veramente nelle classifiche mondiali, riscuotendo minor fortuna dei precedenti singoli dell'artista e sfiorando solo il diciannovesimo posto in Irlanda.

## Video

### Trama
Il video è stato diretto da Diane Martel e girato tra il 29 luglio e il 30 luglio 2004 a Los Angeles; la première del video è avvenuta il 20 ottobre 2004 nella trasmissione TRL in onda su MTV.
Il video comincia con Avril con i capelli neri al tramonto su un monte che cerca di buttarsi giù. Intanto partono le scene color seppia di un'altra Avril vestita con abito elegante, che canta accompagnata da un'orchestra composta prevalentemente da persone anziane. Alle scene color seppia si interpone la storia dell'Avril mora: una teenager senzatetto che vive per strada. Avril chiede inizialmente aiuto con l'autostop a dei passanti su una strada abbastanza isolata ma nessuno si ferma; Avril suona anche la chitarra in strada cercando di guadagnare un po' di soldi ma senza successo.
Comincia allora a vagare per la città in cerca di un posto per dormire e lo trova ad una fermata dell'autobus; dopodiché va nel bagno di un negozio per lavarsi e per pettinarsi e lì, cade in una crisi urlando contro uno specchio alcune frasi della canzone. Una volta uscita, Avril si dirige verso una cabina dove chiama la madre ma subito dopo riattacca. A causa di un forte acquazzone la cantante si addentra in un parcheggio cercando una macchina aperta: dopo averla trovata si ripara dentro.
La scena finale del video ritrae la ragazza, con vestiti sporchi e capelli in disordine, con una lacrima che gli scende in viso, girarsi dando le spalle alla camera e andare via.

### Curiosità
Nel video si possono vedere due volte le lettere "A+D" che stanno per Avril e Deryck, ex marito della cantante.
La prima volta nei fotogrammi rovinati che appaiono all'inizio del video, e che creano l'effetto di una pellicola consumata: uno dei fotogrammi ha la lettera A ed un + e quello seguente la lettera D. In ordine i simboli che creano l'effetto sono: un marchio rovescio con il numero 35 e sotto la scritta "SOUND START", una A, un +, una D, una stella ed infine la scritta in bianco su sfondo rosa "PICTURE START".
La seconda volta che appaiono le lettere "A+D" è all'interno di un cuore sulla parete del bagno mentre Avril si asciuga i capelli; un cuore simile appare anche nel video di When You're Gone. L'amica che dorme insieme ad Avril alla fermata dell'autobus si chiama Monique ed è un'amica della cantante nella sua vita reale: compare anche nel video di My Happy Ending.
Esiste anche una versione alternativa del video da cui sono stati omessi gli effetti che facevano sembrare rovinata la pellicola, l'effetto seppia di Avril e l'orchestra e a cui è stata aggiunta la scena della cantante che entra in un centro commerciale e inizia a fissare un bambino, sorridendo, ma quando la madre del piccolo la nota, spaventata dal suo aspetto trasandato, porta via il bambino lasciandola sola e sconsolata.
Il video occupa il settimo posto dei video più visti su YouTube in Brasile.

## Tracce
CD singolo (Germania)
1. Nobody's Home – 3:33
2. Nobody's Home (versione acustica) – 3:42
3. Knockin' on Heaven's Door – 2:51
4. I Always Get What I Want – 2:31
5. Nobody's Home (video) – 3:33

CD singolo (Australia)
1. Nobody's Home – 3:33
2. Nobody's Home (versione acustica) – 3:42
3. Knockin' on Heaven's Door – 2:51
4. I Always Get What I Want – 2:31

CD singolo (Regno Unito)
1. Nobody's Home – 3:33
2. Nobody's Home (versione acustica) – 3:42
3. Knockin' on Heaven's Door – 2:51
4. Nobody's Home (video) – 3:33

CD singolo (Giappone)
1. Nobody's Home – 3:33
2. My Happy Ending (versione acustica live) – 3:56
3. Take Me Away (versione acustica live) – 2:55
4. Nobody's Home (video) – 3:33

## Classifiche
| Classifica (2004/05) | Posizione massima |
| -------------------- | ----------------- |
| Australia            | 24                |
| Austria              | 20                |
| Belgio (Fiandre)     | 51                |
| Belgio (Vallonia)    | 47                |
| Europa               | 76                |
| Francia              | 24                |
| Germania             | 29                |
| Irlanda              | 19                |
| Paesi Bassi          | 66                |
| Regno Unito          | 24                |
| Stati Uniti          | 41                |
| Stati Uniti (Pop)    | 13                |
| Svizzera             | 35                |
| Ungheria             | 30                |